# アンドレアス・ブレットシュナイダー
アンドレアス・ブレットシュナイダー(ドイツ語: Andreas Bretschneider, 1989年8月4日 - )は、ドイツの体操選手。
スコットランドグラスゴーで開催された2015年世界体操競技選手権と2016年リオデジャネイロオリンピックに出場し、リオデジャネイロオリンピックの体操競技の団体総合で7位、 個人総合で20位の成績を収めた。
ブレットシュナイダーは、彼にちなんで名付けられた鉄棒の技を持っている。
コバチ2回ひねりで、男子体操でH難度の技である。
それを利用して、2017年10月にカナダモントリオールで開催された2017年世界体操競技選手権 において日本の宮地秀享が、鉄棒で初めて伸身コバチ2回ひねり「ミヤチ」を完成させ、「ブレットシュナイダー」の難度を超えるI難度を得た。
ブレットシュナイダーは、2017年11月23日〜26日、ドイツのコトブスで開催されたCottbus World Cupの鉄棒決勝で14.566のスコアで金メダルを獲得した。

## 関連事項
- 体操競技の技名一覧